# Thebaanse Legioen

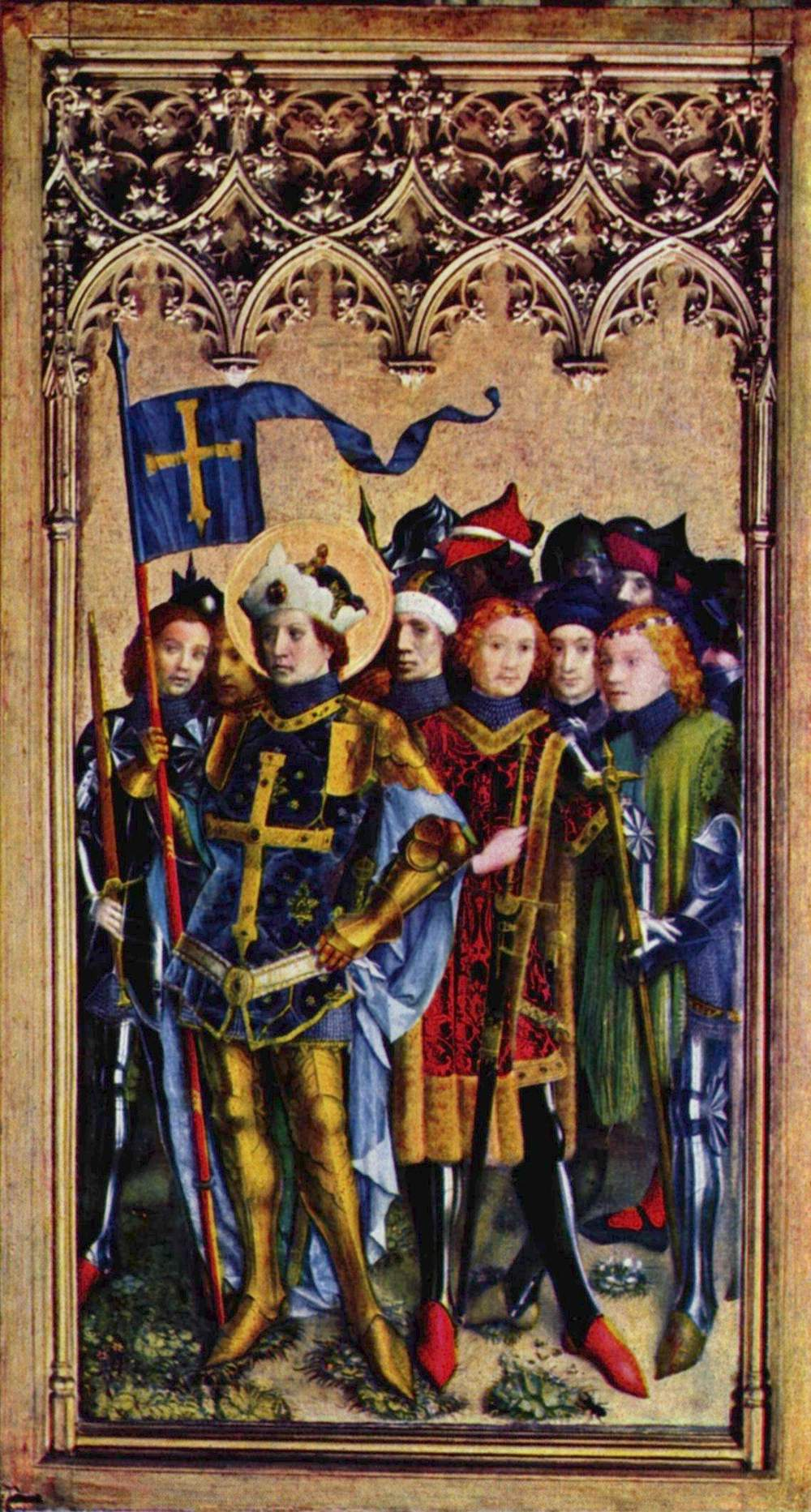
Gereon en soldaten van het Thebaanse Legioen

Het Thebaanse Legioen, ook de martelaren van Agaunum, is de christelijke hagiografie van een volledig Romeins legioen van 6666 man, die zich massaal bekeerd hadden tot het christendom en samen in de 3e eeuw de martelaarsdood stierven.
Mauritius was de aanvoerder van het Thebaanse legioen dat eind derde eeuw bij Agaunum (sinds de middeleeuwen bekend als Saint-Maurice, in het Zwitserse kanton Wallis) in zijn geheel ter dood werd gebracht.

## Geschiedenis
Over de aanleiding bericht de Passio Acaunensium Martyrum van bisschop Eucherius van Lyon (+ ca. 454), dat in een handschrift uit de 8e eeuw is overgeleverd. Het legioen, 6666 man sterk, gelegerd in het Egyptische Thebe, werd door keizer Maximianus (ca. 250-310) bevolen naar Gallië op te trekken om de opstandige rebellen neer te slaan. In de Alpen aangekomen sloeg het legeronderdeel zijn tenten op bij Agaunum in afwachting van verdere instructies.
De volgende morgen bij het krieken van de dag schalden de bazuinen en stroomden de soldaten uit hun tenten naar het appel. Op bevel van de plaatselijke commandant stelden de Thebaanse legionairs zich bij elkaar op. Hij maakte hun bekend dat ze onmiddellijk naar Xanten moesten afmarcheren om daar de opstandelingen te bestrijden.
Maximianus gebood hen om offers te brengen aan de goden om de overwinning af te smeken. De soldaten, allen bekeerlingen, weigerden om de Romeinse goden en de keizer te aanbidden. Op keizerlijk bevel werd het legioen daarop gedecimeerd. Ook wordt er verhaald dat hen werd bevolen om actief aan de christenvervolgingen deel te nemen. Ze weigerden echter deze bevelen op te volgen. Tot twee keer toe werd iedere tiende man terechtgesteld. De overblijvers verzetten echter geen pas en wisten zich gesteund door hun commandant, Mauritius en de officieren Candidus en Exsuperius.
De opstand werd gesmoord in bloed, het legioen werd tot de laatste man ter dood veroordeeld, gemarteld en ten slotte afgeslacht. De Passio besluit met de vermelding dat de lichamen van de martelaren door bisschop Theodorus van Octodurum (Martigny) zouden zijn gevonden. Hij liet boven hun graf een kerk bouwen. Gelet op zijn ambtsperiode moet dit tussen 350 en 380 zijn geweest. De basiliek die hij liet bouwen ter ere van de martelaars trok veel pelgrims, de overblijfselen zijn nog steeds te zien. Een gedeelte van de abdij werd gefinancierd door de koning Sigismund van Bourgondië en werd bekend als de Abdij van Sint-Mauritius.
Deze soldaten zouden zich in vele opzichten van hun Romeinse collega's onderscheidden. Ze waren rustiger en bescheidener. Ze hadden een donkere huidskleur en waren slanker en soepeler in hun bewegingen dan de Romeinen. Zij zouden weinig of geen onderscheidingen op hun kleding gedragen hebben. De aanvoerders gingen op een zeer hartelijke wijze met hun soldaten om. Voor het naar bed gaan, stonden zij bij elkaar met gebogen hoofden, een gebed uitsprekend.
Ook de 13e-eeuwse Legenda aurea bericht over het Thebaanse Legioen en diverse heiligen zoals Victor van Xanten en Gereon van Keulen. Ook droegen ze een kruis met rondingen, het zogenaamde Occitaanse kruis dat veel overeenkomsten vertoont met het koptische kruis.
Enkele van deze heiligen worden vernoemd in het Martyrologium Romanum.

## Historische onzekerheid
Er is veel onenigheid over of dit legioen werkelijk heeft bestaan, hagiografen houden zich er al decennialang mee bezig. Sceptici onder hen wijzen erop dat er in de oudheid niets bekend is over een Thebaans legioen. De legende en de verering zouden volgens hen teruggaan op de vondst van grote militaire grafvelden langs de Romeinse wegen.
Het is aannemelijk dat groepen legionairs slachtoffer zijn geworden van de christenvervolging van Diocletianus en zijn medekeizer Maximianus, hoewel er geen historische bewijzen zijn dat er een compleet legioen heeft bestaan dat ter dood werd gebracht of de mogelijkheid dat het legioen uit Thebe afkomstig zal zijn geweest.

## Heiligen die worden geassocieerd met het Thebaanse legioen
- Alexander van Bergamo
- Bessus
- Candidus
- Cassius en Florentius
- Chiaffredo (Theofredus)
- Constantius
- Defendens
- Exuperius (Exupernis)

Wapenschild van Sint Mauritius

- Felix en Regula, de patroonheiligen van Zürich
- Fidelis van Como
- Fortunatus van Casei
- Gangulfus
- Gereon van Keulen
- Magnus van Cuneo
- Mauritius
- Secundus van Asti
- Solutor, Octavius en Adventor
- Tegulus
- Tranquillus
- Ursus van Solothurn
- Victor van Solothurn
- Victor van Xanten
- Verena